# Terreur sur Paris
Pour plus de détails, voir Fiche technique et Distribution.
Terreur sur Paris (Damals in Paris) est un film de guerre est-allemand réalisé par Carl Balhaus et sorti en 1956.

## Fiche technique
- Titre français : Terreur sur Paris[1]
- Titre original : Damals in Paris[2]
- Réalisation : Carl Balhaus
- Scénario : Carl Balhaus, [Hermann Rodigast
- Photographie : Eugen Klagemann (de)
- Montage : Helga Emmrich
- Musique : Günter Klück
- Décors : Alfred Tolle
- Production : Albert Wilkening, Alexander Lösche, Heinz Ullrich
- Sociétés de production : Deutsche Film AG
- Pays de production :  Allemagne de l'Est
- Langue originale : allemand
- Format : Noir et blanc - 1,33:1 - Son mono - 35 mm
- Genre : Film de guerre
- Durée : 92 minutes
- Dates de sortie : 
  - Allemagne de l'Est : 2 novembre 1956
  - France : 7 juillet 1961

## Distribution
- Gisela Trowe : Geneviève
- Günther Simon : Georges
- Richard Lauffen : Padet
- Hans Stetter : Denis
- Susanne Düllmann : Louise
- Will van Deeg : Krecher
- Hans Fiebrandt : Krügel
- Waldemar Jacobi : Boulin
- Friedrich Teitge : l'homme au chapeau
- Fritz Decho : Gaston
- Wolfgang Kieling : René
- Herwart Grosse : Madou
- Horst Giese : Robert